# Premiile Academiei Române pentru anul 2001
Premiile Academiei Române pentru anul 2001 au fost acordate în decembrie 2003, în Aula Academiei Române.
Sunt indicate obiectul acordării premiului, cel mai adesea o lucrare, autorul acesteia și țara de reședință a autorului. În cazul în care nu este indicată țara, autorul este din România.

## I. Filologie și Literatură

### Premiul „Timotei Cipariu”
- Lucrarea: Atlasul lingvistic român pe regiuni. Muntenia și Dobrogea (vol. III) - Autori: Teofil Teaha, Mihai Conțiu, Ion Ionică, Paul Lăzărescu, Bogdan Marinescu, Valeriu Rusu, Nicolae Saramandu, Magdalena Vulpe
- Lucrarea: Munca și răsplata ei. Secolele XVII-XVIII. Studiu de terminologie - Autor: Monica Mihaela Busuioc

### Premiul „Bogdan Petriceicu Hașdeu”
- Lucrarea: Enciclopedia limbii române - Autori: Aurora Petan, Camelia Stan, Andra Șerbănescu
- Lucrarea: Dicționar de științe ale limbii - Autori: Cristina Călărașu, Liliana Ionescu-Ruxăndoiu, Mihaela Mancaș

### Premiul „Mihai Eminescu”
- Lucrarea: Un război de o sută de ani - Autor: Mariana Marin
- Lucrarea: Pleiada. Pléiade (Ediție bilingvă) - Autor: Romulus Vulpescu

### Premiul „Ion Luca Caragiale”
- Lucrarea: Cine l-a ucis pe Marx? - Autor: Horia Gârbea

### Premiul „Titu Maiorescu”
- Lucrarea: Secvențe critice contemporane - Autor: Răzvan Vonc
- Lucrarea: Căruța lui Moromete - Autor: Andrei Grigore
- Lucrarea: Concert de deschidere - Autor: Daniel Cristea-Enache

### Premiul „Ion Creangă”
- Lucrarea: Vremelnicie pierdută - Autor: Bogdan Popescu

### Premiul „Lucian Blaga”
- Lucrarea: Petre Pandrea: Helvetizarea României - Autor: Nadia Pandrea

## II. Științe Istorice și Arheologie

### Premiul „Vasile Pârvan”
- Lucrarea: Inscriptions d’Apulum - Autor: Ioan Piso

### Premiul „Nicolae Iorga”
- Lucrarea: Cetăți medievale din Țara Românească în sec. XIII-XVI - Autor: Gheorghe Cantacuzino

### Premiul „Mihail Kogălniceanu”
- Lucrarea: Al. I. Cuza în conștiința, posterității - Autor: Dumitru Ivănescu

### Premiul „Gheorghe Barițu”
- Lucrarea: Poartă spre „Sanctuarul limbii române“. Lingvistică și istorie în studiul lexicului medieval românesc (Terminologie socială) - Autor: Aurelia Bălan-Mihailovici

### Premiul „Dimitrie Onciul”
- Lucrarea: Biserica în Țara Românească și Moldova în sec. XIV-XVII - Autor: Angela Zubco (Republica Moldova)

### Premiul „Nicolae Bălcescu”
- Lucrarea: Lucrețiu Pătrășcanu. Moartea unui lider comunist - Autor: Lavinia Betea

### Premiul „Eudoxiu Hurmuzaki”
- Lucrarea: Comunități sătești la este de Carpați în epoca migrațiilor. Așezarea de la Davidenii în sec. V-VII - Autor: Ioan Mitrea

### Premiul „Alexandru D. Xenopol”
Premiul nu a fost acordat.

## III. Științe Matematice

### Premiul „Gheorghe Lazăr”
- Grupul de lucrări: Teoria analitică a numerelor - Autor: Marian Vâjâitu
- Grupul de lucrări: Geometrie algebrică locală - Autor: Mircea Mustață
- Grupul de lucrări: Invarianți locali în geometria algebrică - Autor: Mihnea Popa

### Premiul „Gheorghe Țițeica”
- Monografia: Hopf Algebras - Autor: Șerban Râianu (în colectiv)
- Monografia: The geometry of Hamilton and Lagrange spaces - Autori: Hideo Shimada (Japonia), Vasile Sorin Sabău (în colectiv)

### Premiul „Simion Stoilow”
- Grupul de lucrări: Operatori diferențiali - Autor: Walter Farkaș
- Monografia: Lie Algebras of Bounded Operators - Autori: Daniel Beltiță, Mihai Șabac

### Premiul „Spiru Haret”
- Grupul de lucrări: Probleme de optimizare și de complementaritate - Autor: George Isac (Canada)
- Grupul de lucrări: Dinamica solidelor deformabile supuse unor câmpuri electro-mecanice inițiale - Autor: Olivian Simionescu-Panait

## IV. Științe Fizice

### Premiul „Dragomir Hurmuzescu”
- Grupul de lucrări: Descoperirea și caracterizarea unor noi tipuri de defecte paramagnetice punctuale în materiale de interes științific și aplicativ studiate prin spectroscopia de rezonanță de spin - Autori: Mariana Ștefan, Gheorghe Dincă

### Premiul „Constantin Miculescu”
- Grupul de lucrări: Analiza tritiului la concentrații mici cu aplicații la monitorizarea mediului - Autori: Ioan Ștefănescu, Carmen Varlam

### Premiul „Horia Hulubei”
- Grupul de lucrări: Fizica radiațiilor, radioactivitatea naturală și artificială și implicațiile lor în radioprotecție, fizica mediului și geofizică - Autor: Constantin Cosma

### Premiul „Ștefan Procopiu”
- Grupul de lucrări: Contribuții deosebite la dezvoltarea și aplicarea metodelor fizicii statistice în econofizică - Autor: Mihai Gligor

## V. Științe Chimice

### Premiul „Nicolae Teclu”
- Grupul de lucrări: Monomeri maleimidici pentru polimeri cu proprietăți speciale - Autori: Mitică Sava, Constantin Găină, Viorica Găină

### Premiul „Gheorghe Spacu”
- Grupul de lucrări: Senzori și biosenzori în controlul analitic de calitate - Autor: Vasile Magearu

### Premiul „Costin D. Nenițescu”
- Grupul de lucrări: Noi copolimeri poliuretanici liniari și reticulați cu morfologii speciale - Autor: Aurelian Stanciu

### Premiul „I. G. Murgulescu”
- Grupul de lucrări: Corelații, mecanism de for mare-caracteristici structurale în materiale oxidice pe bază de perovskiți - Autor: Adelina Ianculescu
- Grupul de lucrări: Proprietăți superficiale, semiconductoare și catalitice ale catalizatorilor suportați conținând oxid de galiu - Autori: Alice Luminița Petre, Aline Auroux (Franța)

## VI. Științe Biologice

### Premiul „Emil Racoviță”
- Lucrarea: Structura cenotică și caracterizarea ecologică a fitocenozelor din România - Autori: Daniela Ileana Stancu, Vasile Sanda, Aurel Popescu

### Premiul „Grigore Antipa”
- Lucrarea: Flora și vegetația masivului Piatra Craiului - Autor: Simona Mihâilescu

### Premiul „Emanoil Teodorescu”
- Grupul de lucrări: Studii asupra relației dintre structură și funcție enzimatică - Autor: Ștefan Eugen Szedlacsek

### Premiul „Nicolae Simionescu”
- Grupul de lucrări: Studiul termoreceptorilor sensibili la rece - Autori: Gordon Reid, Maria-Luiza Flonta

## VII. Științe Geonomice

### Premiul „Grigore Cobălcescu”
- Lucrarea: The Pienides in Maramureș. Sedimentation, tectonics and paleogeography - Autor: Carlo Aroldi (Italia)

### Premiul „Ludovic Mrazec”
- Lucrarea: Geochimia pegmatitelor din România - Autor: Titus Murariu

### Premiul „Simion Mehedinți”
- Lucrarea: Etnie, confesiune și comportament electoral în Transilvania - Autor: Voicu Bodocan

### Premiul „Ștefan Hepites”
- Lucrarea: Deterministic chaos in atmospheric radon dynamics - Autori: Vasile Cuculeanu, Alexandru Lupu

### Premiul „Gheorghe Munteanu Murgoci”
Premiul nu a fost acordat.

## VIII. Științe Tehnice

### Premiul „Constantin Budeanu”
- Lucrarea: Mașini electrice - Autori: Marius Băbescu, Doru Păunescu

### Premiul „Anghel Saligny”
- Lucrarea: Rețele hidraulice - Autori: Anton Anton, Dumitru Cioc

### Premiul „Henri Coandă”
- Grupul de lucrări: Interacțiunea bulelor cavitaționale cu medii vâscoelastice - Autor: Emil-Alexandru Brujan

### Premiul „Traian Vuia”
Premiul nu a fost acordat.

### Premiul „Aurel Vlaicu”
Premiul nu a fost acordat.

## IX. Științe Agricole și Silvice

### Premiul „Ion Ionescu de la Brad”
- Lucrarea: Biologie celulară, embriologie generală, histologie generală - Autor: Comeliu V. Cotea

### Premiul „Traian Săvulescu”
- Lucrarea: Biologie moleculară – probleme fundamentale și aplicative - Autor: Zeno Gârban
- Lucrarea: Boli infecțioase ale animalelor – bacterioze - Autor: Radu Moga Mânzat (în colectiv)

### Premiul „Gheorghe Ionescu Șișești”
- Lucrarea: Reproducție, obstetrică și ginecologie veterinară - Autor: Liviu Gh. Runceanu

### Premiul „Marin Drăcea”
Premiul nu a fost acordat.

## X. Științe Medicale

### Premiul „Iuliu Hațieganu”
- Lucrarea: Tratat de obstetrică - Autor: Ioan Munteanu
- Lucrarea: Atlas de dermato-venerologie - Autori: Olga Simionescu, Dan Forsea
- Lucrarea: Tratamentul endoscopic al structurilor uretrale - Autori: Nicolae Calomfîrescu, Valentin Voinescu

### Premiul „Daniel Danielopolu”
- Lucrarea: Homeostazeologie clinică - Autori: Margit Șerban, Wolfgang Schramm (Germania)
- Lucrarea: Obezitatea copilului și țesutul adipos - Autori: Ioan Popa, Daniela Brega, Maria Drăgan, Aurora Alexa, Marius Raica

### Premiul „Gheorghe Marinescu”
- Lucrarea: Lasers in Neurosurgery - Autori: Mihail-Lucian Pascu, Leon Dănăilă
- Lucrarea: Psihiatrie - Prolegomene clinice - Autor: Mircea Alexandru Birț

### Premiul „Victor Babeș”
- Lucrarea: Dicționar medical - Autor: Valeriu Rusu

### Premiul „Constantin I. Parhon”
Premiul nu a fost acordat.

### Premiul „Ștefan S. Nicolae”
Premiul nu a fost acordat.

## XI. Științe Economice, Juridice și Sociologie

### Premiul „Petre S. Aurelian”
- Lucrarea: Tranziția mai grea decât un război. România 1990-2000 - Autor: Nicolae Belli

### Premiul „Virgil Madgearu”
- Lucrarea: Marketing. Pregătirea drumului către competitivitate - Autori: Theodor Purcărea, Radu Marinescu

### Premiul „Dimitrie Gusti”
- Lucrarea: Geneza teoriei elitelor - provocarea neomachiavellienilor - Autor: Mihai Milca
- Lucrarea: Institutul Social Banat-Crișana - Autor: Carmen Cornelia Bălan

### Premiul „Simion Bărnuțiu”
- Lucrarea: Societățile comerciale. Reglementare, doctrină, jurisprudență - Autori: Stanciu D. Cărpenaru, Cătălin Predoiu, Sorin David, Gheorghe Piperea

### Premiul „Andrei Rădulescu”
- Lucrarea: Codul de procedură civilă comentat și adnotat - Autor: Gabriel Boroi

### Premiul „Nicolae Titulescu”
- Lucrarea: Întreținerea în contextul drepturilor fundamentale - Autori: Ion Dogaru, Sevastian Cercel, Dan Claudiu Dănișor

### Premiul „Victor Slăvescu”
Premiul nu a fost acordat.

## XII. Filosofie, Teologie, Psihologie și Pedagogie

### Premiul „Ion Petrovici”
- Lucrarea: Moralități elementare - Autor: Vasile Morar
- Lucrarea: Tâlcuiri la praznicele de peste an - Autor: Părintele Galeriu

### Premiul „Vasile Conta”
- Lucrarea: Specificul fenomenologiei franceze: Maurice Merleau-Ponty - Autor: Ioan N. Roșea

### Premiul „Mircea Florian”
- Lucrarea: Modalitate și incompletitudine. Logica modală ca logică de ordin superior - Autor: Mircea Dumitru

### Premiul „C. Rădulescu-Motru”
- Lucrarea: Mecanismele psihologiei juridice - Autor: Mărioara Petcu
- Lucrarea: Pedagogie. Teoria educației - Autor: Elena Macavei

## XIII. Arte, Arhitectură și Audiovizual

### Premiul „George Enescu” pentru creație muzicală
- Lucrarea: Cântarea pătimirii noastre (poem coral) - Autor: Irina Odăgescu

### Premiul „Ion Andreescu” în domeniul artelor plastice
- Pictură - Autor: Ioana Bătrânu (pentru expoziția personală deschisă la Galeria „Simeza“, 2-15 octombrie 2001)
- Sculptură - Autor: Dumitru Pasima (pentru participarea la Salonul de Sculptură Mică)
- Grafică - Autori: Nicolae Alexi (pentru expoziția personală deschisă la Galeria „Simeza“), Ștefan Popa Popa’s (pentru creația în arta caricaturii)

### Premiul „George Oprescu” în domeniul istoriei artei
- Lucrarea: The Restoration of the Probota Monastery - Autori: Alfeo Tonellotto (Italia), Ignazio Valențe (Italia)

### Premiul „Ciprian Porumbescu” în domeniul muzicologiei
- Lucrarea: Amurgul Evului tonal - Autor: Laura Manolache

### Premiul „Aristizza Romanescu” pentru artele spectacolului
- Pentru întreaga creație teatrală și cinematografică - Autor: Olga Tudorache

### Premiul „Simion Florea Marian”
Premiul nu a fost acordat.

## XIV. Știința și Tehnologia Informației

### Premiul „Grigore Moisil”
- Lucrarea: An Integrating Framework for Anaphora Resolution - Autori: Dan Cristea, Gabriela-Eugenia Dima
- Lucrarea: Algebraic Theories - Autor: Virgil Emil Căzănescu

### Premiul „Tudor Tănăsescu”
- Grupul de lucru: Circuite microprelucrate pentru aplicații în domeniul microundelor și al undelor milimetrice – MEMSWAVE - Autori: Alexandru Müller, Anghel-Sergiu Iordănescu, Dan-Adrian Vasilache, Ioana Petrini, Dan Neculoiu, George Constantinidis (Grecia), Cristina Buiculescu, Flavio Giacomozzi (Italia)
- Lucrarea: Robot – Vision, Mise en œuvre en V+ - Autori: Theodor Borangiu, Michel Dupas (Franța)

### Premiul „Gheorghe Cartianu”
- Lucrarea: Publishing, Locating and Querying Networked Information Sources - Autor: George Andrei Mihăilă (SUA)